# Blepharella (vliegengeslacht)
Blepharella is een geslacht van vliegen (Brachycera) uit de familie van de sluipvliegen (Tachinidae). De wetenschappelijke naam van het geslacht is voor het eerst geldig gepubliceerd in 1851 door Macquart.

## Soorten
De volgende soorten worden tot het geslacht gerekend:
- Blepharella abana (Curran, 1927)
- Blepharella alacris (Curran, 1927)
- Blepharella analis (Curran, 1927)
- Blepharella arrogans (Curran, 1927)
- Blepharella atricauda Mesnil, 1970
- Blepharella aurifrons (Villeneuve, 1916)
- Blepharella bicolor (Mesnil, 1968)
- Blepharella carbonata Mesnil, 1952
- Blepharella chinonaspis (Bezzi, 1908)
- Blepharella confusa Mesnil, 1952
- Blepharella erebiae Mesnil, 1970
- Blepharella fallaciosa mesnil, 1970
- Blepharella fascipes (Villeneuve, 1943)
- Blepharella fuscicosta (Curran, 1927)
- Blepharella fuscipennis (Mesnil, 1952)
- Blepharella grandis (Curran, 1927)
- Blepharella haemorrhoa Mesnil, 1970
- Blepharella hova Mesnil, 1952
- Blepharella imitator (Curran, 1927)
- Blepharella instabilis (Curran, 1927)
- Blepharella intensica (Curran, 1927)
- Blepharella laetabilis (Villeneuve, 1933)
- Blepharella lateralis Macquart, 1851
- Blepharella leucania Chao & Jin, 1984
- Blepharella lodosi Mesnil, 1968
- Blepharella melita (Curran, 1927)
- Blepharella neglecta Mesnil, 1968
- Blepharella nigra Mesnil, 1967
- Blepharella oldi Mesnil, 1952
- Blepharella pellucida Mesnil, 1970
- Blepharella perfida Mesnil, 1970
- Blepharella picturata (Curran, 1927)
- Blepharella rex (Curran, 1927)
- Blepharella rubricosa (Villeneuve, 1933)
- Blepharella ruficauda Mesnil, 1952
- Blepharella setifacies (Curran, 1927)
- Blepharella setigera (Corti, 1895)
- Blepharella seydeli (Mesnil, 1949)
- Blepharella snyderi (Townsend, 1916)
- Blepharella tenuparafacialis Chao & Shi, 1982
- Blepharella vasta (Karsch, 1886)
- Blepharella versatilis (Villeneuve, 1910)
- Blepharella vivax (Curran, 1927)
- Blepharella vulnerata (Curran, 1927)
- Blepharella xanthaspis Mesnil, 1970